# Genormeerde delingsalgebra
In de algebra is een genormeerde delingsalgebra {\displaystyle A} een delingsalgebra over de reële- of complexe getallen, die ook een  genormeerde vectorruimte is, waarvan de norm || · || voldoet aan de volgende eigenschap:
{\displaystyle \|xy\|=\|x\|\|y\|} voor alle {\displaystyle x,y\in A.}
Hoewel de definitie toelaat dat genormeerde divisiealgebra's eindig-dimensionaal zijn, komt dit niet voor. De enige genormeerde delingsalgebra's over de reële getallen (op isomorfie na) zijn:
- de reële getallen, genoteerd door {\displaystyle \mathbb {R} }
- de complexe getal, genoteerd door {\displaystyle \mathbb {C} }
- de quaternionen, genoteerd door {\displaystyle \mathbb {H} }
- de octonionen, genoteerd door {\displaystyle \emptyset }

In een resultaat dat bekendstaat als de stelling van Hurwitz voor samengestelde algebras wordt de norm voor alle bovengenoemde gevallen gegeven door de absolute waarde. Merk op dat de eerste drie van deze associatieve algebra's zijn, terwijl de octonionen een alternatieve algebra vormen (een zwakkere vorm van associativiteit).
De enige associatieve genormeerde delingsalgebra's over de complexe getallen zijn de complexe getallen zelf.
Genormeerde delingsalgebra's zijn een speciaal geval van samengestelde algebra's. Samengestelde algebra's zijn unitaire algebra's met een multiplicatieve Kwadratische vorm. Algemene samengestelde algebra's hoeven geen delingsalgebra's te zijn, zij kunnen echter nuldelers bevatten. Over de reële getallen leidt dit tot drie additionele algebra's: de split-complex getallen, de split-quaternionen, en de split-octonionen.